# Tilphussa
Tilphussa (auch Tilphusa oder Telphusa) war in der griechischen Mythologie eine heilige Quelle in Böotien, die dem Gott Apollon geweiht war, nachdem dieser die Quellnymphe Tilphussa vertrieben hatte, die hier ursprünglich lebte. Es war jedem Menschen versagt, aus ihr zu trinken, wenn er nicht den Zorn des Sonnengottes auf sich ziehen wollte. 
Der alte Seher Teiresias jedoch, erschöpft von einer langen Reise (nach anderen Angaben einer langen Flucht), trank von dem Quell und starb auf der Stelle. In der Nähe der heiligen Quelle befindet sich sein Grab.

## Quelle
- Pausanias: Beschreibung Griechenlands 9, 33, 1.